# Carl Hofer (Filmproduzent)
Carl Hofer (* 16. Jänner 1894 in Wien, Österreich-Ungarn; † 1. Dezember 1954 in Wien) war ein österreichischer Filmproduktionsleiter, Produzent und Herstellungsleiter.

## Leben
Hofer hatte Jura studiert, ehe er kurz nach Ende des Ersten Weltkriegs zum Film stieß. In Deutschland gründete er, zusammen mit dem Kollegen Ottmar Ostermayr, Mitte der 1920er Jahre die gemeinsame Produktionsfirma Lucy-Doraine-Film.
In den frühen Tonfilmjahren musste sich Carl Hofer mit allerlei produktionstechnischem Kleinigkeiten begnügen. So war er beispielsweise 1939 Produktionsassistent bei dem Film „Angelika“ und 1942/43 zweiter Produktionsleiter bei „Saison in Salzburg“. Im Laufe des Zweiten Weltkriegs wirkte der Wiener als Produktions- bzw. Herstellungsleiter für diverse Firmen, darunter die Aco-Film und die Deka-Film. Nach 1945 war er für die in seiner Heimatstadt Wien ansässige Cziffra-Film tätig. Mit dem typischen Hans-Moser-Stoff Hallo Dienstmann gelang ihm 1951 sein größter Publikums- und Kassenerfolg.

## Filmografie
- 1929: General Babka
- 1929: Der Onkel aus Sumatra
- 1941: Mit den Augen einer Frau
- 1943: ... und die Musik spielt dazu
- 1944: Leuchtende Schatten (unvollendet)
- 1946: Glaube an mich
- 1947: Das unsterbliche Antlitz
- 1948: Der himmlische Walzer
- 1948: Königin der Landstraße
- 1948: Das Haus im Nebel (Lambert fühlt sich bedroht)
- 1949: Höllische Liebe
- 1950: Küssen ist keine Sünd
- 1951: Der alte Sünder
- 1951: Hallo Dienstmann
- 1952: Du bist die Rose vom Wörthersee
- 1952: Ideale Frau gesucht
- 1954: Die Sonne von St. Moritz